# Aardbeving Alsdorf 2002
Om 7.41 uur op 22 juli 2002 vond er een aardbeving plaats aan de Feldbissbreuk bij het Duitse dorp Alsdorf, 15 km ten oosten van het Limburgse Heerlen. De aardbeving mat 4,9 op de schaal van Richter en was in een groot deel van Nederland voelbaar.
De aardbeving is de op twee na krachtigste aardbeving die ooit gemeten is in Nederland, alleen de aardbeving in Roermond in 1992 en de aardbeving in 1932 in Uden waren sterker. De aardbeving zorgde voor zeer veel schade in Duitsland. Zo kwamen er vele scheuren in huizen en kwamen er dakpannen en schoorstenen naar beneden. In Nederland beperkte de schade zich tot kleine scheuren in muren en ontzette dakpannen.